# Jerell Sellars
Jerell Anthony Sellars, född 11 december 1995 i Lincoln, är en engelsk fotbollsspelare.

## Karriär
I juli 2018 värvades Sellars av Östersunds FK, där han skrev på ett 3,5-årskontrakt. Efter säsongen 2021 lämnade Sellars klubben.